# コスキン・エン・ハポン

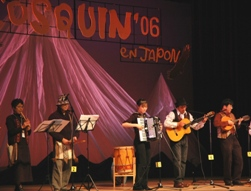
コスキン・エン・ハポン2006

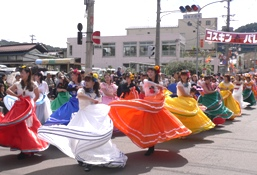
初日のコスキン・パレード(2005年)

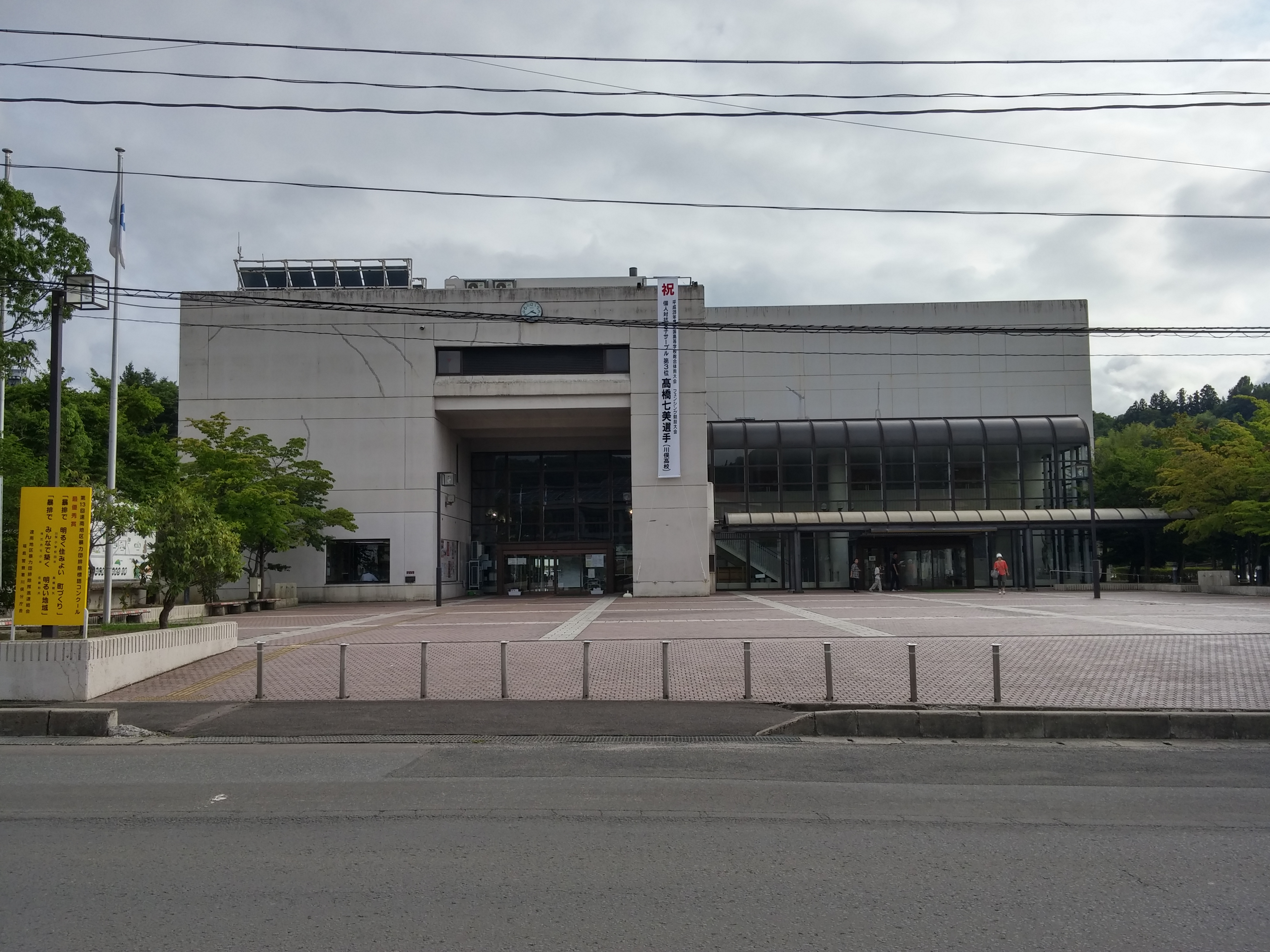
会場の川俣町中央公民館

コスキン・エン・ハポン（Cosquín en Japón）は、福島県伊達郡川俣町で毎年開催されているフォルクローレの音楽祭である。10月の体育の日を絡めた3連休に実施されている。

## 概要
川俣町在住のフォルクローレ愛好家・長沼康光（ながぬま やすみつ）らが1955年に結成した「ノルテ・ハポン」（北日本中南米音楽連盟）の呼びかけで、1975年（昭和50年）に川俣町福祉センターにおいてアマチュアの13グループで開催されたのが始まりである。
コスキン・エン・ハポンの名前はアルゼンチンのコスキン市で開かれるコスキンフェスティバル（コスキン音楽祭）に由来する。
その後、参加者が増え1981年に会場を川俣町中央公民館に移し、1986年には会期が2日間に拡大した。2002年からは3日間の開催に拡大され、町をあげてのイベントとなっている。現在では、国内外の一流のプロの演奏家も参加するようになり、国内最大のフォルクローレ・フェスティバルである。初日には参加者や町民が中南米の衣装を身に着けたコスキン・パレードも行われる。
1日目、2日目は0時を超えて深夜まで開催される。
1999年の第25回大会を記念し、アルゼンチン・コスキンで行われる「コスキンフェスティバル」に親善使節団が派遣されることになり、このコンサートへの日本からの出場者を決める審査会「プレ・コスキン」の認定を受け、この年の10月に初のプレ・コスキンで「ロス・アルームノス」が代表に選ばれた。
2004年、第30回記念事業を通年で実施し、4月にはセシリア光子をゲストに招き「コスキン・エン・川俣」、8月にはMAYAをゲストに招いた「サマーコスキン」と題したコンサートを開催。10月の30周年記念大会は前夜祭を含め実質4日間にわたって盛大に行われた。
ポスターは初回から2015年（第41回）までは神保亮が描いていたが、死去したため2016年の（第42回）からは大町亨が描いている。
2016年(第42回)現在、約180団体が参加している。
2019年、コスキン・フェスティバルに、地元の中高生を中心に20人が派遣された。この年の公演は、台風19号の影響により開催事務局はコスキン・エン・ハポン史上初の開催中止を決定した。同年に代替企画「コスキン・エン・ハポンミニコンサート」が開催された。
2020年は新型コロナウィルス感染症の拡大の影響により、コスキン・エン・ハポンは再び開催断念を余儀なくされた。全国から2年連続の開催断念を惜しむ声が寄せられ、オンライン型の音楽配信イベント「オンライン・コスキン」が企画された。オンライン・コスキンは2020年9月20日に開催され、日本全国・海外から寄せられた約130チームの演奏録画が約12時間にわたり配信された。
2021年も新型コロナウィルス感染症の拡大の影響により、コスキン・エン・ハポンは3年連続の開催断念を余儀なくされた。2021年に引き続きオンラインによる動画配信イベント「オンライン・コスキン」が2021年9月18日から2021年9月19日にわたり開催された。2日間で約185チームの演奏が約20時間にわたり配信された。常時約600人に視聴された。
2022年は3年ぶりに、会期を1日短縮する形ではあったが通常開催に戻った。それに際して、主催者の川俣町は、入場者に対して入場整理券を先着順（夕方の第4部パートはゲスト出場のプロ演奏家が参加するため、事前申し込み制）で各パートにつき400人に配布するという形をとるとともに、公演を概ね各パート2時間半程度行ったのち、観客の入れ替えと換気を行うための休憩20分を挟むという体裁を繰り返すとともに、出場者にはコロナワクチンを3回以上接種する、または演奏当日の抗原検査を行うことを義務付けることや、健康管理シートを代表者が提出すること、ピアノ演奏は感染拡大防止の観点から使用不可、会場内では37.5度以上の体温を持っている場合は入場不可、水分補給目的の清涼飲料水を除き飲食物の持参禁止などの対策を施して開催した（ただしのちに第4部についても応募はがきが少なく、整理券の余裕があったため、当日先着順の入場も認められた）。
なお2023年は平年の10月ではなく8月の山の日を中心に3日間開催された。これは、メイン会場の川俣町中央公民館の老朽化と耐震補強、並びに照明設備をLEDに切り替える工事を行うという事情から閉鎖期間が発生するためだった。

## 国際交流
コスキン・エン・ハポンが広く知られるようになったことから、アルゼンチン共和国やコスキン市との国際交流も深まっている。2002年にサッカーのワールドカップが日本で開催された際には、アルゼンチン側からの要望があり、川俣町の住民でアルゼンチン・サッカー団の日本応援団を組織し、応援に当たった。
コスキン・エン・ハポンにはアルゼンチン駐日大使やコスキン市長も表敬に訪れるほか、川俣町も町長と関係者らがコスキン市を表敬訪問を行っている。また、1999年以来、アルゼンチンのコスキン音楽祭への日本代表派遣選考会も開催している。また上述のとおり2019年には地元の中高生を中心とした20人のメンバーがコスキンフェスティバルに派遣された。

## 会場（2016年)
メインステージ　川俣町中央公民館　（10月8日 - 10日)
サブステージ　絹蔵（8日9日）羽山の森美術館　道の駅川俣（9日のみ)
サブステージはメインステージでの出番待ちもしくは出番の終わった出演者を中心に構成される

## 表彰
- 1993年 - サントリー地域文化賞（サントリー文化財団）[12]
- 2001年 - 長沼康光が平成13年度地域文化功労者（芸術文化部門）（文化庁）
- 2002年 - 川俣町が平成14度地域づくり総務大臣表彰（住民参加のまちづくり部門）
- 2011年 - サントリー地域文化賞 ＜特別賞＞（サントリー文化財団）[12]
- 2016年 - 国際交流基金地球市民賞 （国際交流基金）[13]

## その他
- 小学5年生の音楽教科書にコスキン・エン・ハポンが紹介されている。
- 元茨城放送（現在のLuckyFM茨城放送）アナウンサーの飯田利夫は、長年このコンサートの総合司会を務め、彼がディスクジョッキーを務めた日曜日の生放送番組「ラテンフォルクローレをご一緒に」でもこの模様を特集したことがある。